# Homelix decussatus
Homelix decussatus är en skalbaggsart som först beskrevs av Louis Alexandre Auguste Chevrolat 1856.  Homelix decussatus ingår i släktet Homelix och familjen långhorningar.
Artens utbredningsområde är Nigeria. Inga underarter finns listade i Catalogue of Life.